# Matt LaFleur
Matthew Patrick LaFleur dit Matt LaFleur, né le 3 novembre 1979 à Mount Pleasant au Michigan, est un entraîneur américain de football américain dans la National Football League (NFL).
Il a été entraîneur des quarterbacks pour les Redskins de Washington, les Fighting Irish de Notre Dame au niveau universitaire et les Falcons d'Atlanta ainsi que coordinateur offensif pour les Rams de Los Angeles et les Titans du Tennessee.
Depuis 2019, il est l'entraîneur principal des Packers de Green Bay.

## Biographie

### Joueur
Né à Mount Pleasant dans le Michigan et y ayant grandi, LaFleur intègre l'université de l'Ouest du Michigan située à Kalamazoo où il joue pour les Broncos au poste de wide receiver en 1998 et 1999. Il est transféré chez les Cardinals de Saginaw Valley State (en) en Division II (NCAA) et y joue au poste de quarterback entre 2000 et 2002. Il conduit les Cardinals en phase finale lors de ces deux saisons. LaFleur quitte Saginaw Valley State après avoir battu les records de l'équipe au nombre de yards gagnés à la passe, au nombre de passes réussies et au nombre de touchdowns inscrits par la passe. LaFleur est intronisé au SVSU Cardinal Athletic Hall of Fame le 1er octobre 2021.
LaFleur joue ensuite brièvement en National Indoor Football League avec les Beef d'Omaha (en) comme premier remplaçant au poste de quarterback et, l'été suivant, il signe chez les Outlaws de Billings (en) dans le Montana.

### Entraîneur

#### Les débuts
La carrière de LaFleur comme entraîneur commence en 2003 à Saginaw Valley State, son alma mater. Il y occupe le poste d'assistant diplômé tout en enseignant principalement les mathématiques comme remplaçant dans divers lycées. LaFleur s'engage ensuite avec les Chippewas de Central Michigan à Mount Pleasant et y occupe le poste d'assistant offensif en 2004 et 2005. En 2006, il devient entraîneur des quarterbacks et des wide receivers chez les Wildcats de Northern Michigan à Marquette (Michigan). En 2007, il devient coordinateur offensif à chez les Eagles d'Ashland (en) dans l'Ohio.

#### Texans de Houston
LaFleur est engagé en 2008 par la franchise professionnelle des Texans de Houston comme assistant offensif. Il s'occupe également des wide receivers et des quarterbacks durant deux saisons et y développe une relation étroite avec le coordinateur offensif Kyle Shanahan.

#### Redskins de Washington
Lorsque le père de Kyle Shanahan, Mike Shanahan est engagé par les Redskins de Washington, Kyle emmène LaFleur avec lui à Washington où il est engagé comme entraîneur des quarterbacks en 2010. C'est en 2012 que LaFleur en 2012 aura la responsabilité d'encadrer et de faire évoluer les quarterbacks débutants Robert Griffin III et Kirk Cousins.

#### Notre Dame
Après six saisons en NFL, LaFleur retourne vers le football universitaire en 2014 et devient entraîneur des quarterbacks chez les Fighting Irish de Notre Dame. LaFleur s'y occupe du quarterback senior Everett Golson (en) qui gagne 3 445 yards et inscrit 29 touchdowns à la passe, l'aidant à devenir le 4e quarterback de l'histoire de l'université à réaliser ces performances sur une seule saison.

#### Falcons d'Atlanta

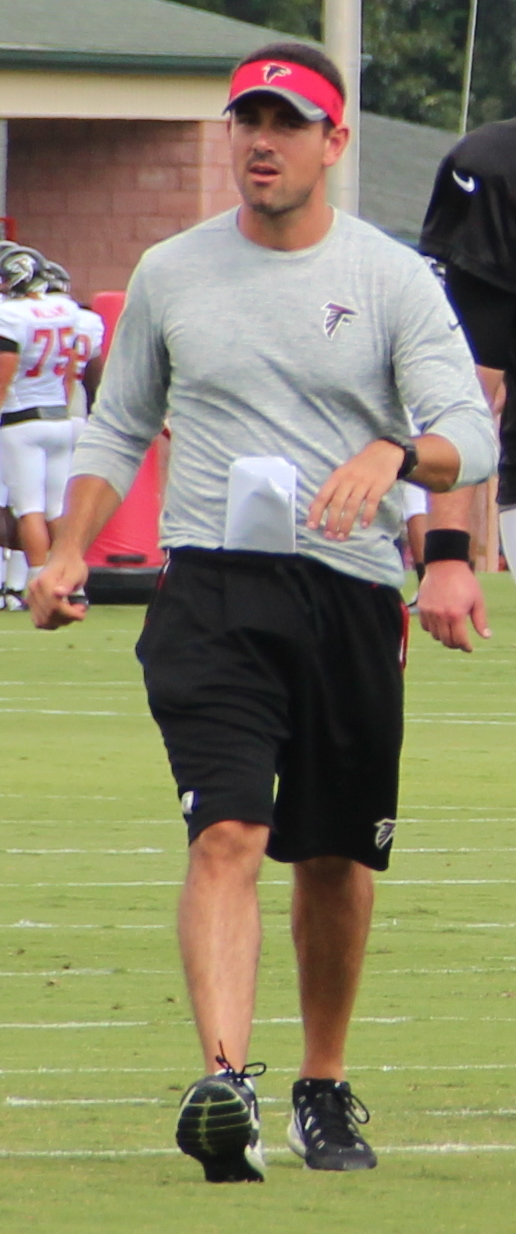
LaFleur avec les Falcons en 2016.

Le 5 février 2015, LaFleur revient en NFL en tant qu'entraîneur des quarterbacks pour les Falcons d'Atlanta sous les ordres du coordinateur offensif Kyle Shanahan, avec lequel il avait déjà travaillé chez les Redskins et les Texans. Le plus jeune frère de LaFleur, Mike, y est également assistant offensif.
En 2016, LaFleur a sous ses ordres le quarterback Matt Ryan lequel remportera son seul titre de NFL MVP de sa carrière. Les Falcons atteignent le Super Bowl LI mais sont battus 34-28 en prolongation par les Patriots de la Nouvelle-Angleterre de Tom Brady.

#### Rams de Los Angeles
Le 8 février 2017, LaFleur rejoint les Rams de Los Angeles comme coordinateur offensif sous les ordres de l'entraîneur principal Sean McVay avec qui il avait déjà travaillé lorsqu'il était chez les Redskins.
Les Rams terminent la saison avec un bilan positif de 11 victoires pour 5 défaites et sont classés premiers de la Ligue au nombre de points inscrits par l'attaque avec 478 points en 16 matchs.

#### Titans du Tennessee
Le 30 janvier 2018, LaFleur s'engage chez les Titans du Tennessee comme coordinateur offensif sous la direction du nouvel entraîneur principal Mike Vrabel. Ses responsabilités augmentent puisqu'il devient responsable des appels de jeu de l'attaque ce qui n'était pas le cas chez les Rams. La saison est cependant gâchée à la suite de nombreuses blessures dont celle de leur tight end star Delanie Walker en 1re semaine alors que le quarterback Mariota souffre d'une blessure nerveuse incessante tout au long de la saison. LaFleur et les Titans terminent la saison au 27e rang de la Ligue au nombre de points inscrits par l'attaque.

#### Packers de Green Bay
LaFleur est engagé comme entraîneur principal des Packers de Green Bay le 8 janvier 2019. Le 30 mai 2019, LaFleur se blesse au talon d'Achille lors d'un match de basketball. Les Packers affichent un bilan de 2-2 en matchs de pré saison 2019.

##### 2019
Le 5 septembre 2019, LaFleur dirige son premier match NFL en tant qu'entraîneur principal. Il bat les Bears de Chicago 10-3 et devient le premier entraîneur des Packers à remporter son premier match contre les Bears depuis Vince Lombardi en 1959.
Les Packers terminent la saison avec un bilan de 13-3 faisant de LaFleur le premier entraîneur principal débutant à :
- gagner 10 matchs ;
- accéder à la phase finale ;
- remporter la division NFC North (avec un bilan de 6–0 en matchs de dision).

Avec ses 13 victoires en saison régulière, comme entraîneur principal débutant, il égalise la meilleure performance réalisée par Jim Harbaugh en 2011 chez les 49ers de San Francisco.
LaFleur conduit les Packers en phase finale en tant que tête de série numéro deux de la NFC pour la première fois depuis la saison 2016. Il remporte son premier match de phase finale en battant 28-23 les Seahawks de Seattle lors du tour de division mais perd en finale de conférence 20-37 contre la tête de série numéro un de la NFC, les 49ers de San Francisco.

##### 2020
Les Packers commencent la saison par quatre victoires avant leur semaine de repos. LaFleur perd ensuite son premier match de division 22-29 joué chez les Vikings du Minnesota. La suite de la saison est en faveur des Packers qui gagnent à nouveau le titre de la division NFC North et se qualifient dès la 14e semaine pour la phase finale en battant 31-24 des Lions de Détroit. Les Packers sont même classés tête de série numéro un après leur victoire 35-16 en 17e semaine contre les Bears de Chicago et obtiennent l'avantage du terrain en phase finale pour la première fois depuis la saison 2011. Les Packers terminent la saison régulière sur six victoires consécutives. Le bilan de LaFleur pour les matchs NFL joués en décembre est de 9 victoires sans défaite (en deux saisons).
Avec un bilan de 26-6 sur ses deux premières saisons, LaFleur égalise le deuxième meilleur départ d'un entraîneur principal depuis la fusion AFL-NFL en 1970, le record 28-4 appartenant à George Seifert (saisons 1989-1990). Son attaque termine première de la Ligue au nombre de points inscrits sur la saison régulière (509), le quarterback Aaron Rodgers établissant le record de la franchise avec 48 touchdowns inscrits à la passe.
En match de tour de division, LaFleur accueille les Rams de Los Angeles dirigés par son entraîneur principal Sean McVay. Bien que possédant la meilleure défense de la Ligue au nombre de points inscrits, les Rams sont battus 18-32. Les Packers perdent ensuite la finale de conférence NFC 26-31 jouée contre les Buccaneers de Tampa Bay de Tom Brady, futurs vainqueurs du Super Bowl LV.

##### 2021
La saison 2021 de LaFleur commence mal (défaite 3-38 chez les Saints de La Nouvelle-Orléans) mais s'améliore ensuite puisqu'il remporte 6 victoires consécutives. En 8e semaine les Packers battent en déplacement sur le score de 24-21 les Cardinals de l'Arizona (invaincus jusque là) alors qu'ils doivent se passer de leurs 3 meilleurs wide receivers, Marquez Valdes-Scantling est blessé depuis la 3e semaine alors que Davante Adams et Allen Lazard ont été testés positifs au COVID-19. Avec cette victoire, LaFleur devient le plus victorieux entraîneur principal de l'histoire de la NFL après les 40 premiers matchs en carrière .
La semaine suivante, Aaron Rodgers étant testé positif au COVID-19, LaFleur désigne comme titulaire Jordan Love, joueur de 2e année, pour affronter les Chiefs de Kansas City. Malgré des débuts difficiles, Love réussit à surpasser Patrick Mahomes, réussissant 19 des 34 passes tentées pour un gain cumulé de 190 yards tout en inscrivant 1 touchdown malgré 1 interception. LaFleur a pris la responsabilité de ne pas avoir été en mesure de contrer les stratégies défensives agressives des Chiefs.
Les Packers décrochent leur 3e titre de division NFC North en 15e semaine à la suite d'une victoire 31–30 sur les Ravens de Baltimore. LaFleur devient le premier entraîneur principal de la NFL à gagner un titre de division lors de ses trois premières saisons et ce depuis Barry Switzer des Cowboys de Dallas.
La phase finale est courte puisque les Packers sont battus 10-13 par les 49ers de San Francisco. Le bilan de LaFleur en phase finale tombe à 2-3 sans apparition au Super Bowl malgré trois saisons positives à 13 victoires.

## Statistiques en NFL
| Équipe               | Saison | Saison régulière | Saison régulière | Saison régulière | Saison régulière | Saison régulière | Phase finale | Phase finale | Phase finale | Phase finale                                                    |
| -------------------- | ------ | ---------------- | ---------------- | ---------------- | ---------------- | ---------------- | ------------ | ------------ | ------------ | --------------------------------------------------------------- |
| Équipe               | Saison | G                | P                | N                | %                | Classement       | G            | P            | %            | Bilan                                                           |
| Packers de Green Bay | 2019   | 13               | 3                | 0                | 81,3             | 1er en NFC North | 1            | 1            | 50           | Défaite en finale de conférence NFC (@ 49ers de San Francisco)  |
| Packers de Green Bay | 2020   | 13               | 3                | 0                | 81,3             | 1er en NFC North | 1            | 1            | 50           | Défaite en finale de conférence NFC (@ Buccaneers de Tampa Bay) |
| Packers de Green Bay | 2021   | 13               | 4                | 0                | 76,5             | 1er en NFC North | 0            | 1            | 0            | Défaite en tour de division (@ 49ers de San Francisco)          |
| Total                | Total  | 39               | 10               | 0                | 79,6             |                  | 2            | 3            | 40           |                                                                 |

## Vie privée
LaFleur est marié à BreAnne Maak qu'il a rencontrée à l'université et avec qui il a eu deux enfants, Luke and Ty. Robert Saleh était son témoin lors de son mariage, les deux étant devenus proches lorsqu'ils travaillaient ensemble comme assistants diplômés à Central Michigan.
Son plus jeune frère, Mike (en), est coordinateur offnsif chez les Jets de New York.